# Phlegra swanii
Phlegra swanii är en spindelart som beskrevs av Mushtaq, Beg, Waris 1995. Phlegra swanii ingår i släktet Phlegra och familjen hoppspindlar. Inga underarter finns listade i Catalogue of Life.